# Gare de Fretin
Gare de Fretin vasútállomás Franciaországban, Fretin településen.

## Vasútvonalak
Az állomást az alábbi vasútvonalak érintik:
- Fives-Hirson-vasútvonal

## Kapcsolódó állomások
A vasútállomáshoz az alábbi állomások vannak a legközelebb:
- Gare de Lesquin
- Gare d’Ennevelin